# Всевобуч
Всевобуч (рос. всеобщее военное обучение) — назва системи обов'язкової військової підготовки громадян, яка існувала в РРФСР, а також в Радянській Україні.
Система затверджена декретом ВЦВК РРФСР (22 квітня 1918 року) «Про обов'язкове навчання військовій справі». Спочатку всевобуч надавав робітникам і селянам знання і навички, необхідні для бійців Червоної Армії. Згодом у ході громадянської війни перед Всеобучем були поставленні завдання у формуванні резервів для фронту. Тому функції Всеобучу були розширенні, що привело до перебудови його структури. Система Всевобучу передбачала ознайомлення з основами військової справи школярів до 16 років, допризовну підготовку громадян від 16 до 18 років і навчання чоловіків призовного віку (з 18 до 40 років) без відриву від виробництва. Жінки проходили всевобуч на добровільних засадах. Система Всевобучу в такому вигляді була скасована в 1923 році.
При утвореному 29 січня 1919 року Народного комісаріату у військових справах Української Радянської Республіки було і управління загального військового навчання трудящих (Всевобуч). Це управління навіть випустило в 1919 році один номер військово-наукового журналу «Всевобуч»
Під контролем Всеобучу знаходилися майже всі спортивні організації. У 1921 до програми шкіл всевобучу введено футбол (8 тижнів), у 1921 і 1922 першість УСРР по футболу організував Всевобуч України і Криму. При районних військових комісаріатах були створені відділення спорту і допризивної підготовки. Саме Всеобучу належить ініціатива по будівництву й обладнанню спортивних майданчиків і Червоного стадіону біля підніжжя Черепанової гори в Києві.